# 日本碎米荠
日本碎米荠（学名：Cardamine nipponica）也称日本焊菜，为十字花科碎米荠属下的一个种。